# Шинкаренко, Николай Фёдорович
Николай Фёдорович Шинкаренко (12 марта 1930, с. Дальник-2, Одесская область, Украинская ССР, СССР — 4 июля 2014) — советский, украинский спортсмен и тренер по современному пятиборью. Мастер спорта СССР, заслуженный тренер СССР по современному пятиборью.

## Биография
В 1950 г. окончил физкультурный техникум в Москве, а в 1960 г. — Ленинградский институт физической культуры и спорта. Неоднократный призёр чемпионатов СССР в командном зачете.
В 1962 по 1976 гг. работал старшим тренером по современному пятиборью Киевского городского совета ВФСО «Динамо», с 1976 по 1984 гг. — государственный тренер по современному пятиборью Госкомспорта СССР по Украинской ССР.
Последние годы тренерской деятельности были связаны с Киевской городской школой высшего спортивного мастерства.
Под его руководством украинские пятиборцы неоднократно становились победителями и призёрами Олимпийских Игр, чемпионатов Мира, Советского Союза, Украины и крупных международных соревнований. Среди них — олимпийский чемпион летних Игр в Мюнхене (1972) Борис Онищенко.

## Награды и звания
Заслуженный тренер СССР. Кавалер ордена «Знак Почёта» (1972).